# Бегаровці
Бегаровце (словац. Beharovce) — село в Словаччині, Левоцькому окрузі Пряшівського краю. Розташоване на півночі східної Словаччини в східній частині Гонадської улоговини на захід від Браниська з однойменним тунелем.
Уперше згадується у 1338 році.
У селі є каплиця з 1823 року.

## Географія
Протікає річка Бранисько.

## Населення
| Рік:            | 1994. | 2004.    | 2014.    | 2024.    |
| --------------- | ----- | -------- | -------- | -------- |
| Кількість осіб: | 166   | 184      | 163      | 181      |
| Різниця:        |       | +10,84 % | -11,41 % | +11,04 % |

| Рік:            | 2023. | 2024.   |
| --------------- | ----- | ------- |
| Кількість осіб: | 186   | 181     |
| Різниця:        |       | -2,68 % |

У селі проживає 164 осіб.
Національний склад населення (за даними останнього перепису населення — 2001 року):
- словаки — 100,0 %.

Склад населення за приналежністю до релігії станом на 2001 рік:
- римо-католики — 100,0 %.